# Acropteris basiguttaria
Acropteris basiguttaria es una especie de polilla del género Acropteris, familia Uraniidae.

## Taxonomía
Fue descrita científicamente por Walker.